# Austrosozialismus
Der Begriff des Austrosozialismus steht stellvertretend für die Politik der SDAP in Österreich-Ungarn und der ersten österreichischen Republik.
Andererseits wird, nach Heinz Kienzl, unter dem Begriff „Zeit des Austrosozialismus“ auch die „glorreiche Periode“ der SPÖ von 1965 bis 1995, in der Anton Benya lange Präsident des ÖGB war, verstanden.

## Geschichte

### Die erste Phase des Austrosozialismus unter der Habsburgermonarchie
Die Gründergeneration kümmerte sich wenig um den wissenschaftlichen Ansatz des Sozialismus, sondern mehr um die Schaffung von politischen Symbolen zur emotionalen Bindung breiter Volksmassen. Anfangs prägten Konflikte zwischen einem lassalleanischen und einem anarchosozialistischen Flügel die Politik der SDAP. 1888 wurde auf dem Parteitag zu Hainfeld unter der Führung Victor Adlers die SDAP vereinigt. Die Gründergeneration um Victor Adler, Engelbert Pernerstorfer und Wilhelm Ellenbogen gab die im Austrosozialismus manifestierte Ideologie vor, die zweite Generation leitete die Phase des Austromarxismus ein. Diese Politik bemühte sich um die Verbindung der marxistischen Geisteswissenschaft mit Neukantianismus oder Empirokritizismus. Nebenbei versuchten ihre wichtigsten Vertreter, unter anderem Max Adler, Karl Renner, Rudolf Hilferding, etwas später Gustav Eckstein und Otto Bauer die Partei zu entemotionalisieren, rationalisieren und zu verwissenschaftlichen.
Beeinflusst von Wahlrechtskämpfen in Belgien und der 1. russischen Revolution, wurden im Namen des Austrosozialismus große Demonstrationen unternommen, die im November 1905 in einem Streik für das Wahlrecht gipfelten.

### Die zweite Phase nach 1945
Abermals machte die SPÖ nach 1945 einen Wandel durch. Diese Entwicklung stellte keinen Bruch da, sondern eine allmähliche Veränderung der theoretischen Aussagen, die die österreichische Sozialdemokratie formulierte. Dieser Wandel lässt sich in drei Phasen unterteilen: Die Phase der programmatischen Austrocknung bis 1958, in der die Vertreter der Sozialdemokratie vor dem Verbot 1934 durch die Austrofaschisten, wie Julius Deutsch, Otto Leichter, Friedrich Adler und Julius Braunthal in der Partei nicht mehr Fuß fassen konnten. Die Phase der pluralistischen Theoriefreiheit von 1958 bis etwa 1970, wo sich verschiedenen theoretischen Aussagen verstärkt durchsetzen konnten, was zu einem Meinungspluralismus führte. Und zuletzt die Phase der Alleinregierung der SPÖ, was zur additiven Integration höchst unterschiedlicher Ansätze, wie der „Neuen Linken“ führte.
In seinem Buch Anton Benya und der Austrosozialismus äußerte sich Heinz Kienzl zu der Periode von 1965 bis 1995: „Die Jahre von 1965 bis 1995 waren eine glorreiche Periode. Bessere Zeiten gab es weder vorher noch später. Das Sozialprodukt ist zwar, seit wir der EU beigetreten sind, weiter gestiegen (...), aber alles in allem, was man von einer sozialistischen Epoche verlangen kann, wurde in dieser Generation geleistet.“

## (Weiterführende) Literatur
- Karl Römer (Red.): Lexikon zur Geschichte und Politik im 20. Jahrhundert (Erster Band), Kiepenheuer & Witsch, 1971, S. 60.
- Karl R. Stadler: Die österreichische Linke. Vom Austromarxismus zum Austrosozialismus. ÖBV, Wien 1985.
- Heinz Kienzl: Anton Benya und der Austrosozialismus: Erinnerungen und Gedanken. ÖGB-Verlag, Wien 2012.
- Norbert Leser: Genius Austriacus. Wien/Köln/Graz 1986.